# Букуроая
Букуроая (рум. Bucuroaia) — село у повіті Біхор в Румунії. Входить до складу комуни Копечел.
Село розташоване на відстані 411 км на північний захід від Бухареста, 25 км на південний схід від Ораді, 108 км на захід від Клуж-Напоки, 149 км на північний схід від Тімішоари.

## Населення
За даними перепису населення 2002 року у селі проживали 456 осіб, усі — румуни. Усі жителі села рідною мовою назвали румунську.